# Monolithe I
 (janvier 2023).
Si vous disposez d'ouvrages ou d'articles de référence ou si vous connaissez des sites web de qualité traitant du thème abordé ici, merci de compléter l'article en donnant les références utiles à sa vérifiabilité et en les liant à la section « Notes et références ».
Albums de Monolithe
Monolithe II
(2005)
Monolithe I (également appelé M1) est le premier album du groupe de metal français Monolithe. Il est constitué d'un unique titre de 52 minutes. Il est sorti en 2003.
La musique de l'album s'ancre globalement dans le registre du Funeral doom. Il est donc pourvu de tempos plutôt lents (avec de sensibles accélérations par moments), des guitares sous-accordées et des "growls". Les guitares jouent sur deux tableaux, à savoir le minimalisme (avec par exemple, des riffs constitués de quelques accords uniquement ou même d'un unique accord répété inlassablement) ou la richesse harmonique (certaines parties sont très arrangées, utilisation de twins leads, c’est-à-dire deux guitares solo harmonisées placées respectivement à gauche et à droite de l'espace stéréo). Les claviers ont un caractère assez 'spatial'. La musique de l'album peut être décrite comme lourde, lente, atmosphérique et hypnotique. Une des caractéristiques propres à Monolithe est d'inclure dans sa musique quelques parties en mode majeur, parti-pris extrêmement inhabituel pour le Doom metal, afin de donner par moments un sentiment d'optimisme dans une musique foncièrement sombre et négative. Monolithe I dégage une atmosphère solennelle et mystique, quasi religieuse. La batterie, programmée, rythme assez mécaniquement la musique.

## Composition du groupe
- Sylvain Bégot : Guitares, Claviers et "Devices"
- Benoît Blin : Guitares
- Nicolas Chevrollier : Guitares
- Marc Canlers : Basse
- Richard Loudin : Vocaux

## Citation
Une citation en français figure sur le livret de chacune des sorties du groupe. Sur Monolithe I, elle est la suivante :
« Dieu n'est qu'un mot rêvé pour expliquer le monde. » (Lamartine)